# 日本倫理学会
日本倫理学会（にほんりんりがっかい、英: The Japanese Society for Ethics）は、日本の倫理学者・研究者・院生を対象とした学術組織である。日本学術会議の協力学術研究団体である。

## 概要
1950年（昭和25年）創設。学会機関誌は『倫理学年報』である。倫理学を中心に、政治学や社会学などの隣接分野を専攻する者も含めた倫理学分野全般に関心を持つ研究者を対象とした学会である。現正会員数は、約1000名。

## 関連事項
- 倫理学